# Geolycosa micanopy
Geolycosa micanopy är en spindelart som beskrevs av Wallace 1942. Geolycosa micanopy ingår i släktet Geolycosa och familjen vargspindlar. Inga underarter finns listade i Catalogue of Life.